# Франсіско де Міранда
Франсіско де Міранда (28 березня 1750, Каракас, Провінція Венесуела — 14 липня 1816, Кадіс, Іспанія) — національний герой Венесуели, борець за незалежність Венесуели і США, військовий і політичний діяч, письменник.

## З біографії
Народився в багатій креольській родині.
На початку 1780-х років, будучи ад'ютантом іспанського губернатора Куби, зв'язався з патріотично налаштованими креольськими колами Куби та Венесуели.
1783 — від переслідування іспанських властей утік у Північну Америку, де вів перемови з політичними діячами США про набір і озброєння волонтерів на допомогу креольським патріотам в іспанських колоніях. Після невдачі цих переговорів виїхав у Європу.
У вересні 1786 прибув у Росію, де його одразу взяв під свій патронат Григорій Потьомкін.
Міранда відвідав Крим, зокрема, Ахтіар. За його свідченнями півострів в цей час був наводнений російськими військами, присутність яких у великій кількості він зауважував мало не в кожному населеному пункті. Міранда відзначав численні захоплення будівель і власності киримли загарбниками, називав «варварством» знищення кримських бібліотек, розповідав про трагічну долю виселених у голий степ християн. Водночас він «ставив у приклад» поводження Потьомкіна з кримськими ремісниками, яким російський намісник доручив виготовляти монети з мідного сплаву, що виглядали як срібні.
Окрім Криму, Міранда побував у Херсоні, Кременчуці і Києві, де був особисто представлений Катерині II. Імператриця прийняла його до свого почту, а згодом відхилила прохання іспанського посланника про висилку Міранди. Прихильність Катерини II пояснюють, зокрема, тим, що в той час цариця вирішила послати до берегів Америки ескадру під командою капітана Муловського. Але війна з Туреччиною, а відтак зі Швецією примусили російський уряд відмовитися від експедиції Муловського.
Міранда був зачарований царицею. Згодом навіть ширилися чутки про інтимний зв'язок палкого латиноамериканця з Катериною II (велелюбність якої і так увійшла до легенд), але свідчень про це дослідники не знайшли. Але імператриця і справді ставилася до Міранди з надзвичайною приязністю, очевидно виокремлюючи його з кола інших іноземних гостей.
Судячи з його власних нотаток, у Києві Міранда майже увесь час проводив на званих бенкетах, за картярським столом, з повіями та на екскурсіях. Він був захоплений панорамами Києва, відвідував Києво-Могилянську Академію, новозбудовану Андріївську церкву, Софійський собор, Лавру і печери. У травні 1787, перебуваючи на лівобережжі Дніпра, Міранда занотував свої враження: «Країна надзвичайно гарна. Часто зустрічаються ліси і скрізь вистачає дерев і води, а обриси підвищень і рельєф місцевості дуже приємні; чимало тут і населення. Ще помітні укріплення в містах і селах та в полі для захисту від наскоків татар, які безперечно, були жахливими сусідами — і я не розумію, чому люди мали бажання селитися в цьому краї… Ми проїхали річищем між гаями, що було найгіршим, оскільки річка розлилася… Нарешті через 4 чи 5 верст цього неприємного шляху ми виїхали на підвищення і продовжили подорож без хвилювання до Броварів, 19 верст. Тут (на поштово-кінній станції) нам запрягли шестеро коней і ми продовжили подорож доволі непоганою дорогою. 2 травня у Семиполках (29 верст) нам запрягли четверо добрих коней і по непоганій дорозі ми доїхали до Козельця».
Водночас Міранда відзначав жахливий стан доріг і міського господарства Російської імперії, писав про дивні побутові звички підданих Катерини II, жахи кріпацтва, зажерливість землевласників і деспотичний характер російської влади.
У вересні 1787 виїхав із Росії. Об'їхавши деякі західноєвропейські країни, оселився в Лондоні.
Березень 1790 — запропонував англійському уряду організувати експедицію в Іспанську Америку з метою викликати там повстання проти Іспанії. Як компенсацію за допомогу Британія мала отримати деякі торгові привілеї й іспанську частину Вест-Індії. Питання про спорядження експедиції було майже вирішене, але її відклали через підписання британсько-іспанського торгового договору (жовтень 1790).
1792 — через наближення франко-іспанської війни прибув до Франції — у самий розпал Великої французької революції. Зблизився з жирондистами та вступив до французького війська в ранзі генерала. З приходом до влади якобинців був ув'язнений. Звільнився лише після перевороту 9 термідора.
Жовтень 1796 — коли почалася англо-іспанська війна, відновив у Лондоні перемови з британським урядом; не отримавши від нього допомоги, виїхав до США.
1806 — організував експедицію і двічі висаджувавався біля берегів Венесуели задля її визволення, але зазнав поразки. Друга експедиція була 1808 року. Міранда, спорядивши в США військовий корабль «Леандр», на чолі групи волонтерів і під захистом британських військових кораблів висадився у Венесуелі. Але населення країни проіґнорувало заклик Міранди до повстання, сприйнявши ті події як напад англійських піратів. Міранда був змушений повернутися через Вест-Індію в Англію.
Грудень 1810 — знову прибув у Венесуелу, де очолив боротьбу за незалежність.
На початку 1812 Національний конгрес Венесуели призначив Міранду «генералісимусом Венесуельської Республіки» і надав йому диктаторські повноваження.
У липні 1812 республіканська армія була змушена капітулювати перед іспанцями. За договором, укладеним 26 липня, Венесуела поверталася під владу Іспанії, а вождям республіканців було надано можливість безперешкодно виїхати за кордон, але перед самим від'їздом соратники схопили Міранду й видали іспанцям. Ті вивезли революціонера в Іспанію, де він помер в ув'язненні.